# أل فيرغسون
أل فيرغسون (بالإنجليزية: Al Ferguson)‏ هو مخرج وممثل أيرلندي وأمريكي، ولد في 19 أبريل 1888 بمقاطعة وكسفورد في جمهورية أيرلندا، وتوفي في 4 ديسمبر 1971 بلونغ آيلند في الولايات المتحدة.

## أعمال

### أفلام
- (1941) دكتور جيكل ومستر هايد
- (1944) القلق[3]
- (1950) سانسيت بوليفارد
- (1951) الوضع الراهن
- (1951) مكان في الشمس
- (1955) شرق عدن[4][5][6]

## وصلات خارجية
- أل فيرغسون على موقع IMDb (الإنجليزية)
- أل فيرغسون على موقع ألو سيني (الفرنسية)
- أل فيرغسون على موقع أول موفي (الإنجليزية)
- أل فيرغسون على موقع قاعدة بيانات الأفلام السويدية (السويدية)
- أل فيرغسون على موقع قاعدة بيانات الفيلم (الإنجليزية)
- أل فيرغسون على موقع كينوبويسك (الروسية)